# Bajonetsluiting

Principe van een bajonetsluiting

Voor en na het verbinden

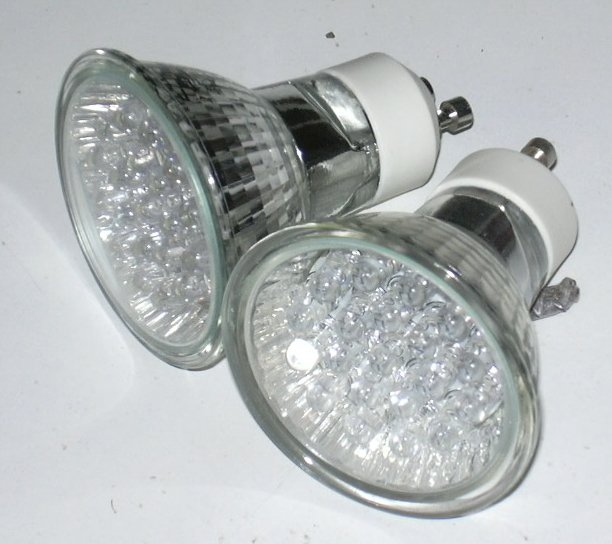
Ledlampen met GU10-voet

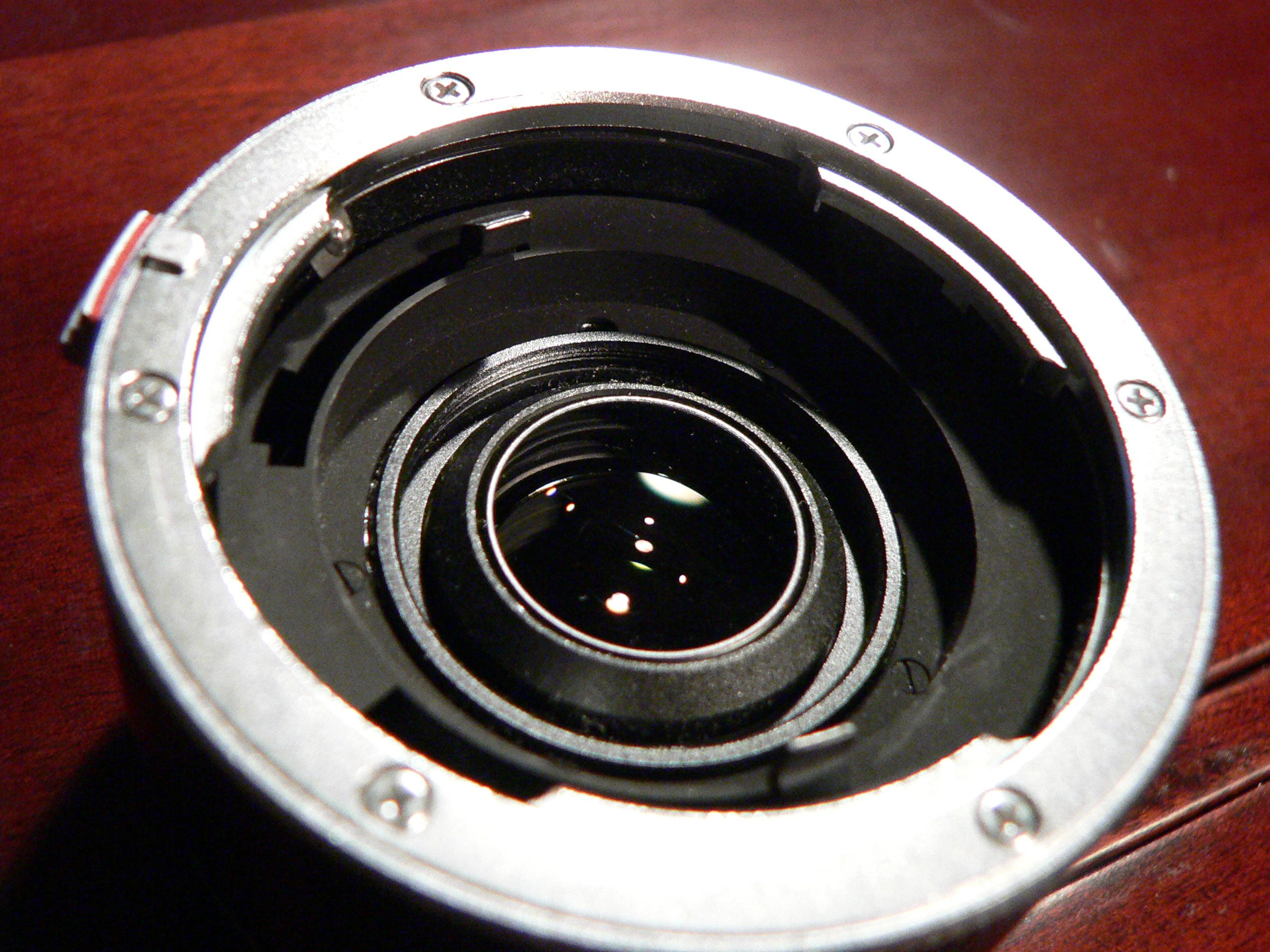
De bajonetsluiting op een fotocamera

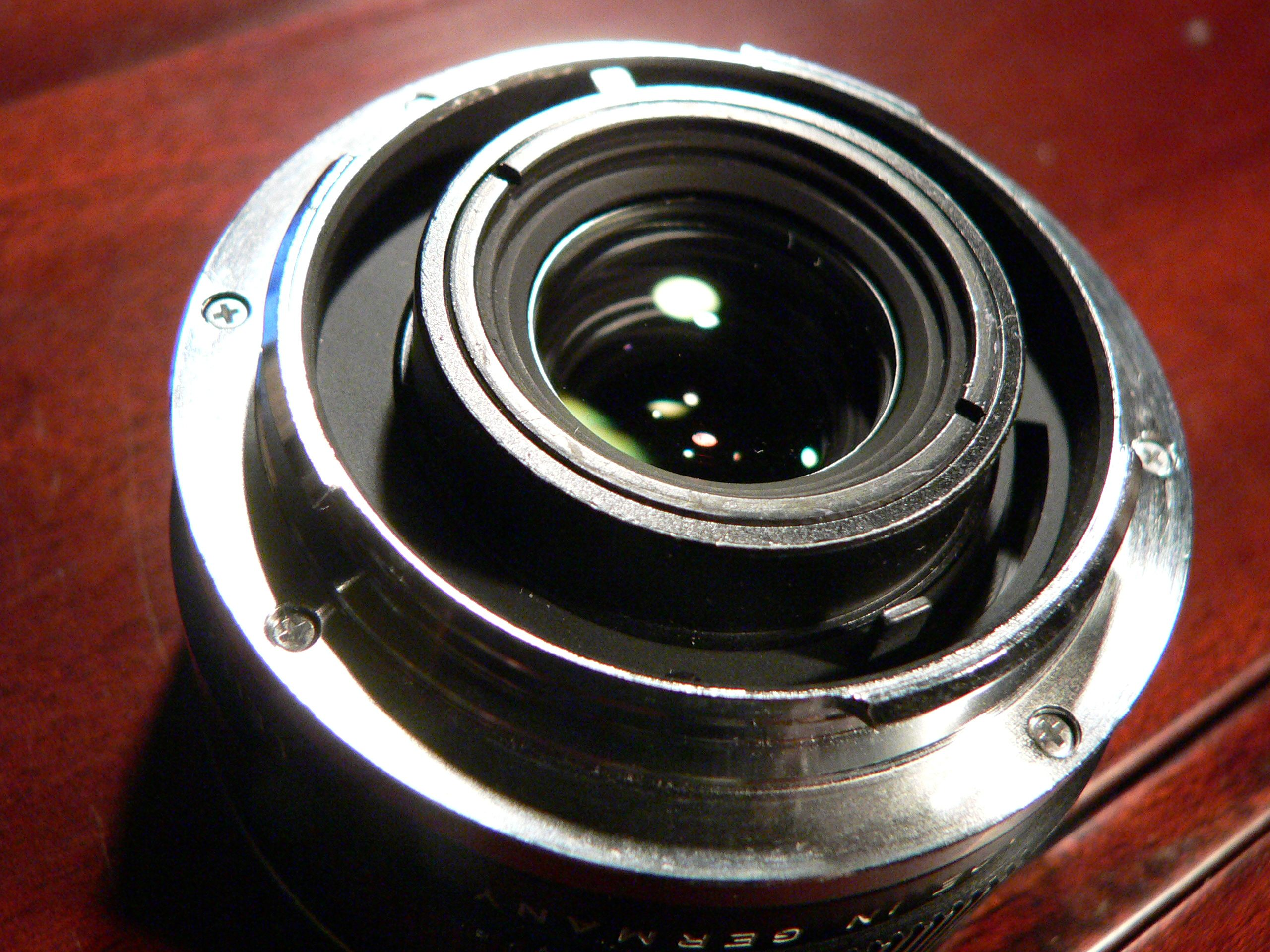
De tegenpool op het cameraobjectief

Van een bajonetsluiting wordt gesproken wanneer twee voorwerpen aan elkaar worden bevestigd door middel van (verende) pennen of nokken op het ene voorwerp, welke in speciale gleuven in het andere voorwerp vallen. Bevestigen gebeurt door het ene object ten opzichte van het andere object over een beperkte hoek te verdraaien. Een vergrendelingsmechanisme fixeert beide objecten. Losmaken gebeurt door tegengesteld te draaien en daarna los te trekken. Hierbij dient soms een ontgrendelknop ingedrukt te worden, een lichte mechanische weerstand overwonnen te worden of het ene voorwerp ingedrukt te worden om de vergrendeling te verbreken. Het is een erg handige, zekere en vlugge manier om een verbinding te maken of te verbreken, meestal zonder gebruik te hoeven maken van gereedschap. De benaming is afgeleid van de manier waarop een bajonet op een geweer wordt geplaatst. Bajonetsluitingen worden op veel voorwerpen toegepast.

## Voorbeelden
- bij sproei-installaties in de land- en tuinbouw
- BNC-connector van bijvoorbeeld een oudere netwerkkaart
- deksel van een hogedrukpan
- koppeling van brandslang op kraan en onderling
- snelsluiting met beugel (beugelsluiting)
- verwisselbare objectieven op fotocamera's
- radiatordop van een auto
- schroefdop op een plastic fles met chloorbleekloog

### Lampen
De bajonetsluiting wordt ook gebruikt bij een lampfitting. Deze zogenoemde swanlamphouders worden aangeduid met de letter B en met een cijfer dat de diameter van de fitting aangeeft in millimeters. Bij dit systeem is de lampvoet voorzien van twee tegenover elkaar liggende nokjes, die dienen om de lamp in de lamphouder te bevestigen. De lamphouder heeft twee haakvormige sleuven waar deze nokjes invallen. Door de lamp een kwartslag te draaien zit deze vast. In tegenstelling tot de edisonlamp wordt hier de lamphuls niet voor stroomdoorgang gebruikt. Het contact vindt plaats door twee verende pennen in de lamphouder die tegen de contactplaatjes van de lampvoet drukken. De huls komt dus niet onder spanning, zodat deze lamp veiliger is dan de edisonlamp. Bovendien kan de lamp niet lostrillen, wat bij voertuigen een voordeel is. Deze constructie is echter niet geschikt voor grote stroomsterkten, daarom worden swanlampen niet groter dan tot 200 W toegepast.  Veel gebruikt zijn de swanlampen B15 en B22.
Lampsoorten:
- fiets- en autolampjes
- halogeenlampen
- ledlampen
- controlelampen (industrie)

| Type   | IEC                | DIN   |
| ------ | ------------------ | ----- |
| BA9s   |                    |       |
| B15d   | 60061-1 (7004-11)  | 49721 |
| BA15d  | 7004-11 A          | 49720 |
| BA15s  | 7004-11 A          | 49720 |
| BA20d  | 7004-12            | 49730 |
| B21s-4 |                    |       |
| B22d   | 60061-1 (7004-10)  |       |
| B24s-3 |                    |       |
| GU10   | 60061-1 (7004-121) |       |
| GZ10   | 60061-1 (7004-120) |       |

De IEC-codering wordt in Nederland door de NEN uitgegeven, en in België door het BEC.
Gloeilampen in Australië, Ierland, Nieuw-Zeeland en het Verenigd Koninkrijk hebben een B-connector. Het type connector is geen aanduiding van de elektrische spanning (12 of 220/230 volt) die een lamp nodig heeft.

## Referentie
- IEC 61184: Bayonet lampholders, International Electrotechnical Commission, 1997(also: BS EN 61184) – specifies requirements and tests for the B15 and B22 bayonet holders for light bulbs used in some Commonwealth countries.